# Enclos paroissial de Guimiliau
L'enclos paroissial de Guimiliau est un enclos paroissial situé dans la commune de Guimiliau (Finistère, France) autour de l'église Saint-Miliau. Cet ensemble architectural construit aux XVIe et XVIIe siècles comprend, outre l'église Saint-Miliau et son clocher-tour, une chapelle funéraire ou ossuaire, un calvaire et une porte triomphale. L'ensemble est classé au titre des monuments historiques. Il constitue un des enclos majeurs de Bretagne.

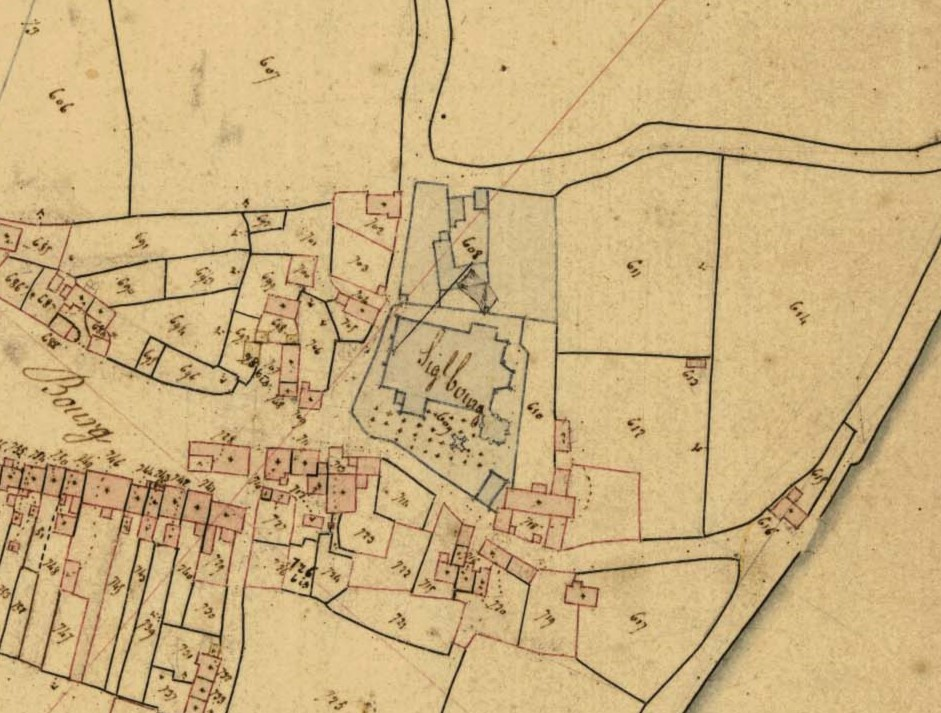
Plan de l'enclos en 1828. La porte est dans l'angle sud-ouest. Le calvaire, l'ossuaire et la sacristie sont identifiables dans la partie sud-est.

## Les éléments de l'enclos

### L'enceinte et la porte triomphale
La Porte triomphale (ou Arc de triomphe) qui, en breton, s'appelait Porz ar maro, littéralement « porte de la mort », car elle donnait accès au cimetière situé dans l'enclos paroissial. Elle est surmontée de deux cavaliers et était ordinairement fermée par une grille (les fidèles enjambant l'échalier pour pénétrer dans l'enclos paroissial) ouverte seulement lors des mariages et des enterrements.

### Le calvaire
Le calvaire, en granite bleu, construit entre 1581 et 1586, surmonté d'une Croix de Jésus et des deux Larrons, le fût portant la Croix ayant comme souvent en Armor l'aspect d'un tronc d'arbre ébranché, dit « croix de peste »; le reste du calvaire représente en bas-relief les différents épisodes de la Vie du Christ, dont la Naissance du Christ, l'Adoration des mages, le Portement de Croix (une musique militaire composée de tambours et d'olifants le précède), la Mise au tombeau, la Résurrection, etc. ainsi que Catel Collet précipitée en enfer par les diables pour avoir dérobé une hostie et l'avoir donnée au diable, et une statue de saint Miliau. Les 80 personnages représentés sont affublés de costumes du XVIe siècle, contemporains de la date de construction du calvaire, mais de style semble-t-il plus espagnol que français, ce qui s'expliquerait par la présence d'Espagnols en Bretagne à l'époque en raison des guerres de la Ligue. « Le calvaire de Guimiliau est le plus peuplé de tous » selon le grand spécialiste Eugène Royer.

## Galerie

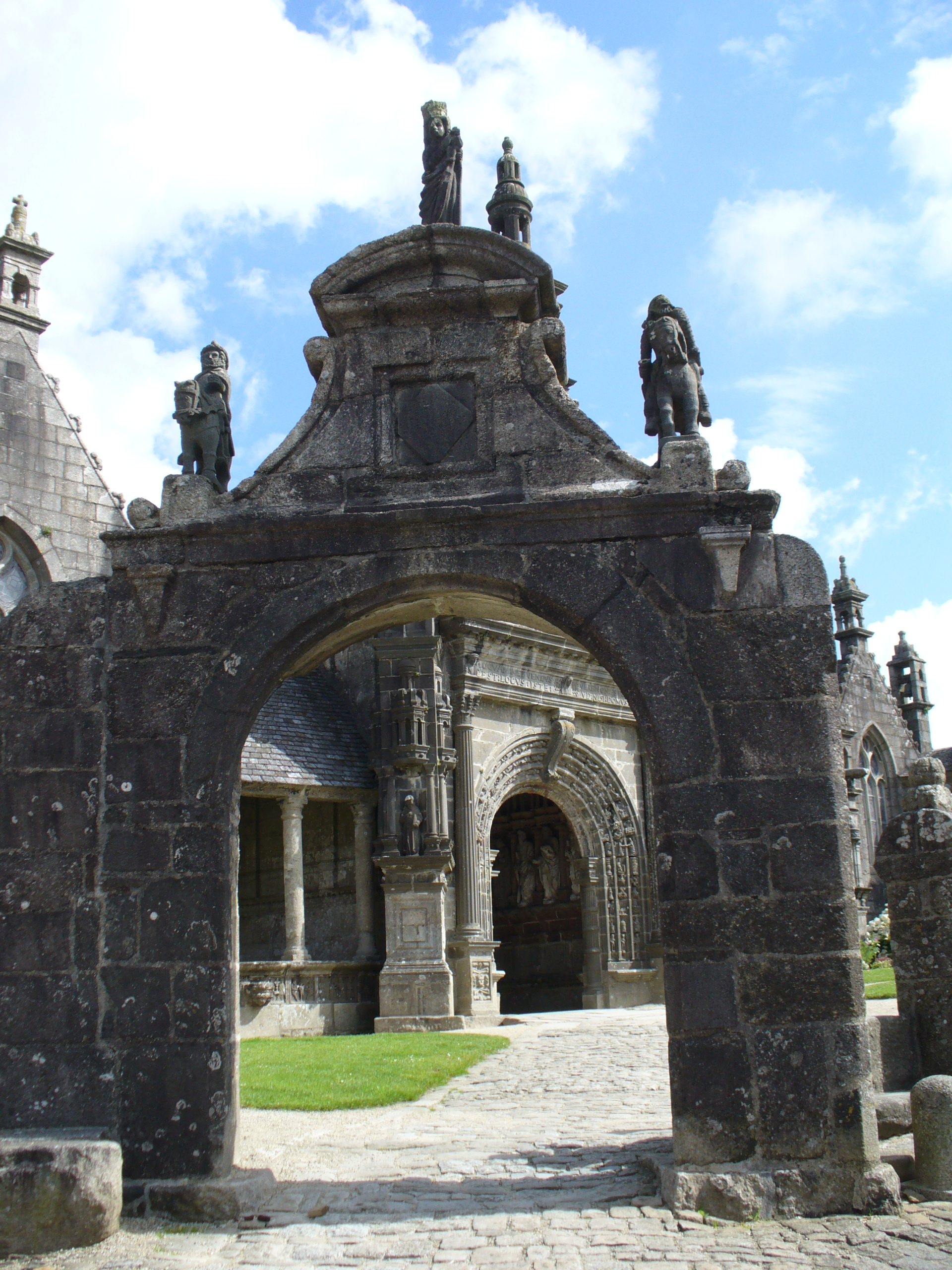
La Porte triomphale de l'enclos paroissial.
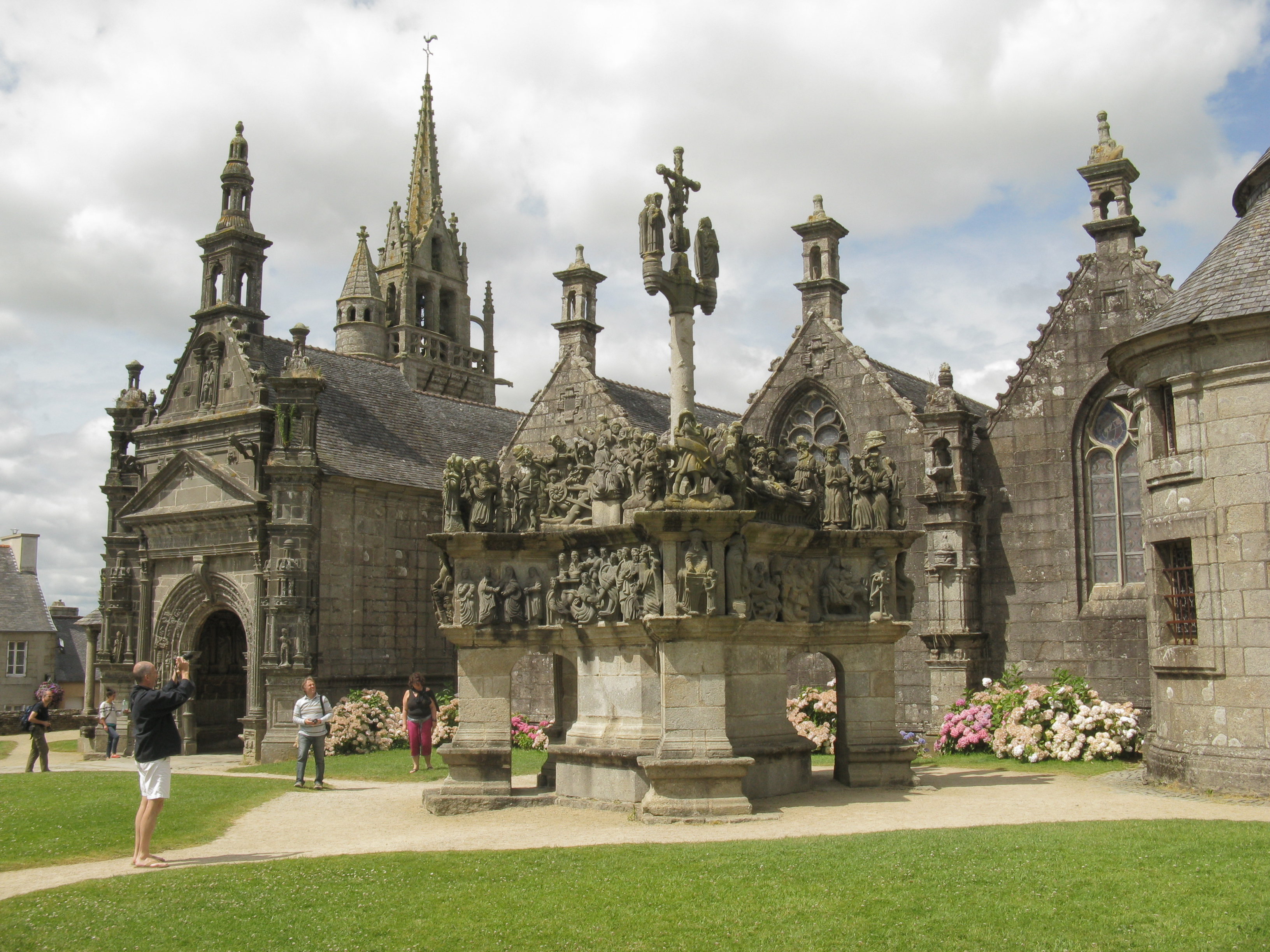
Vue de l'enclos.
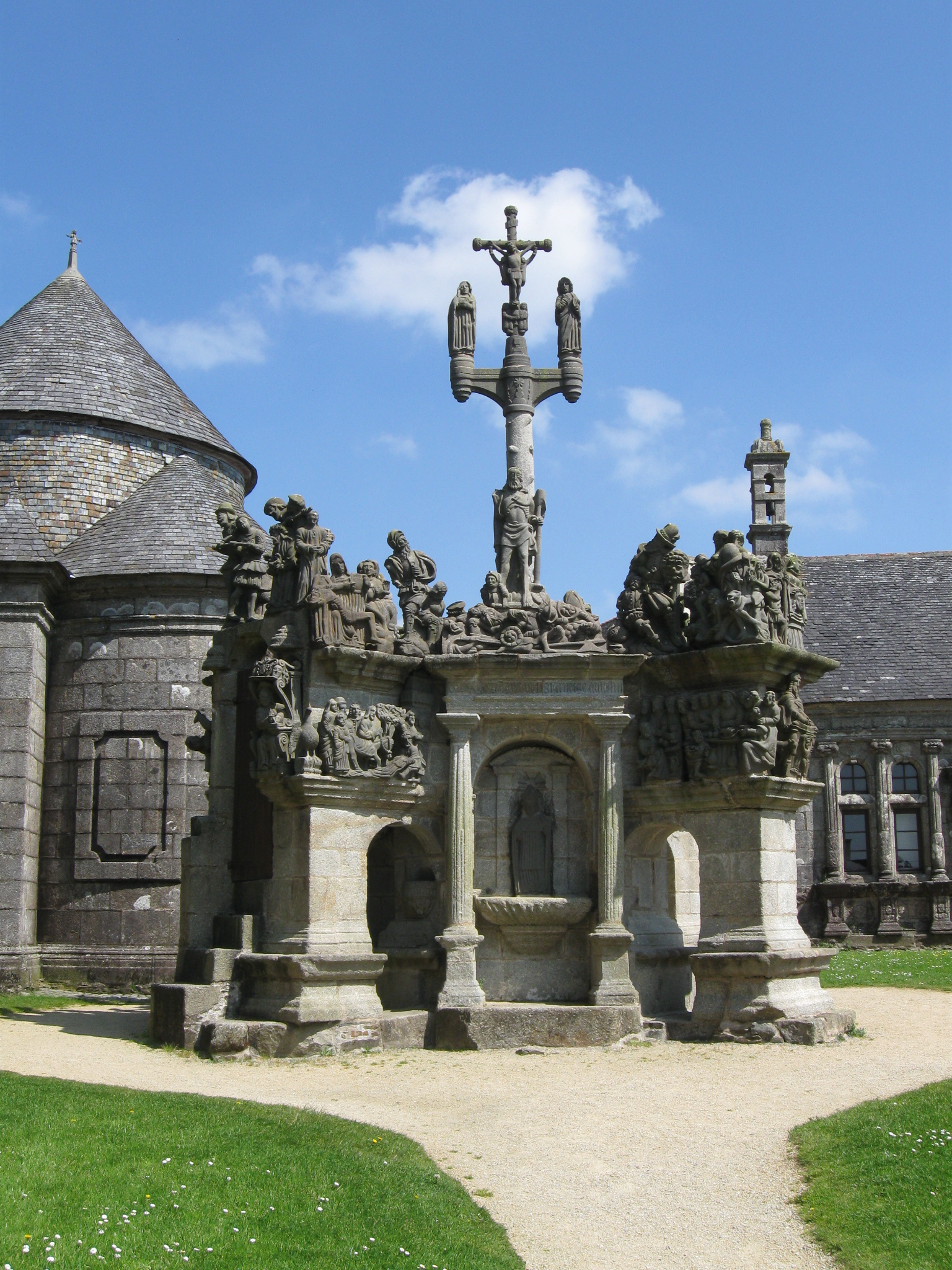
Le calvaire.
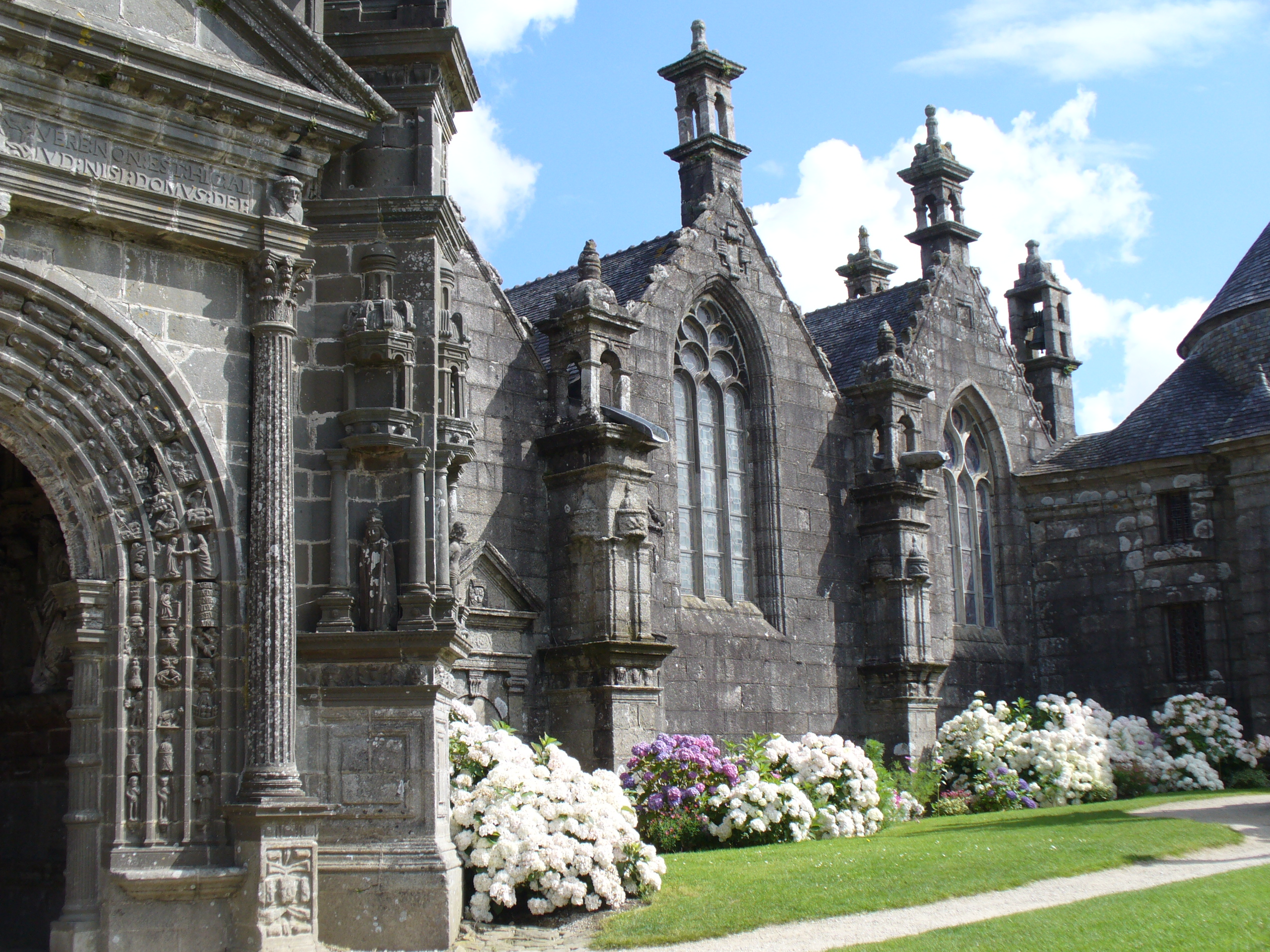
L'église Saint-Miliau : vue partielle.
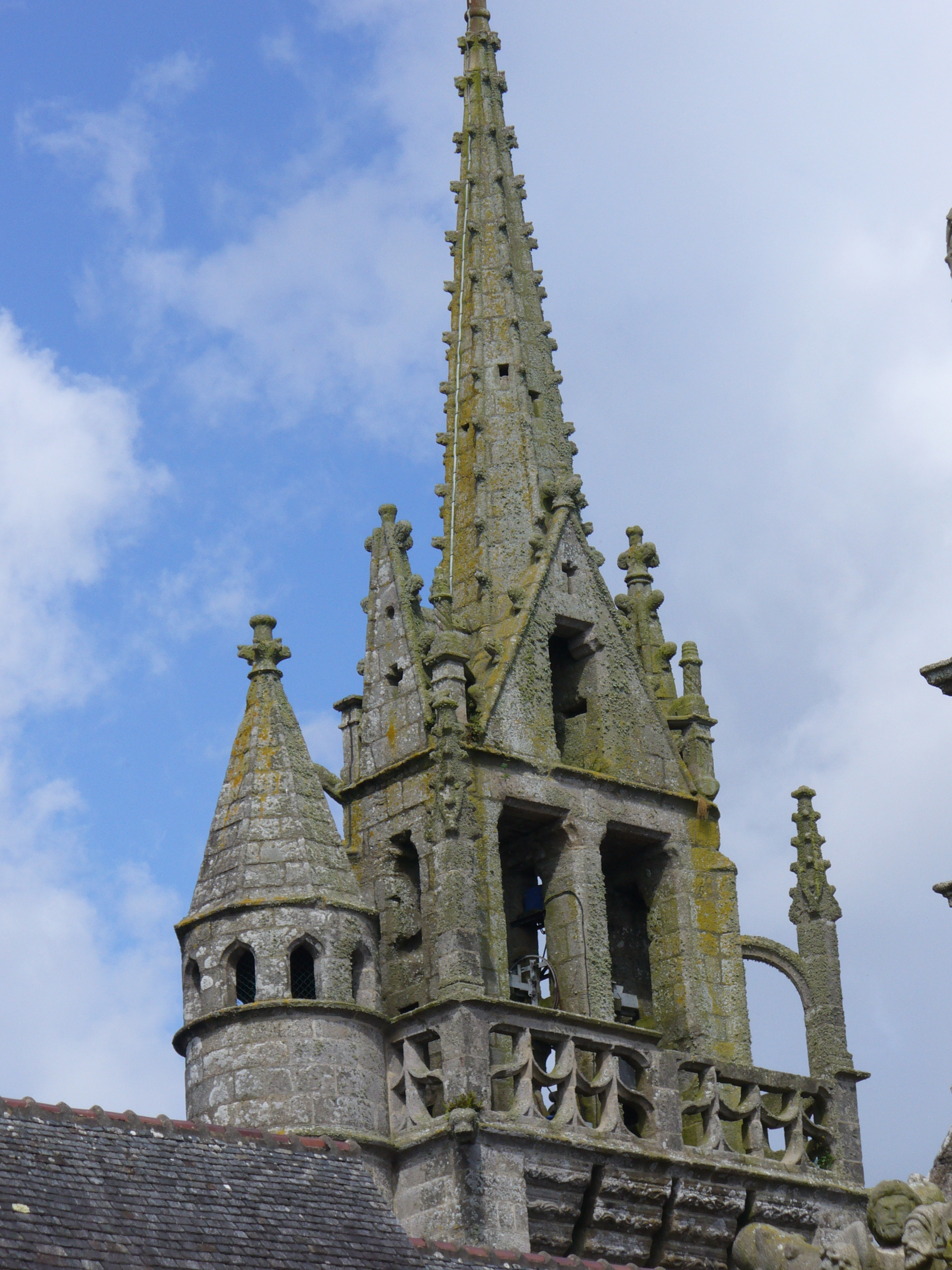
Le clocher de l'église Saint-Miliau.
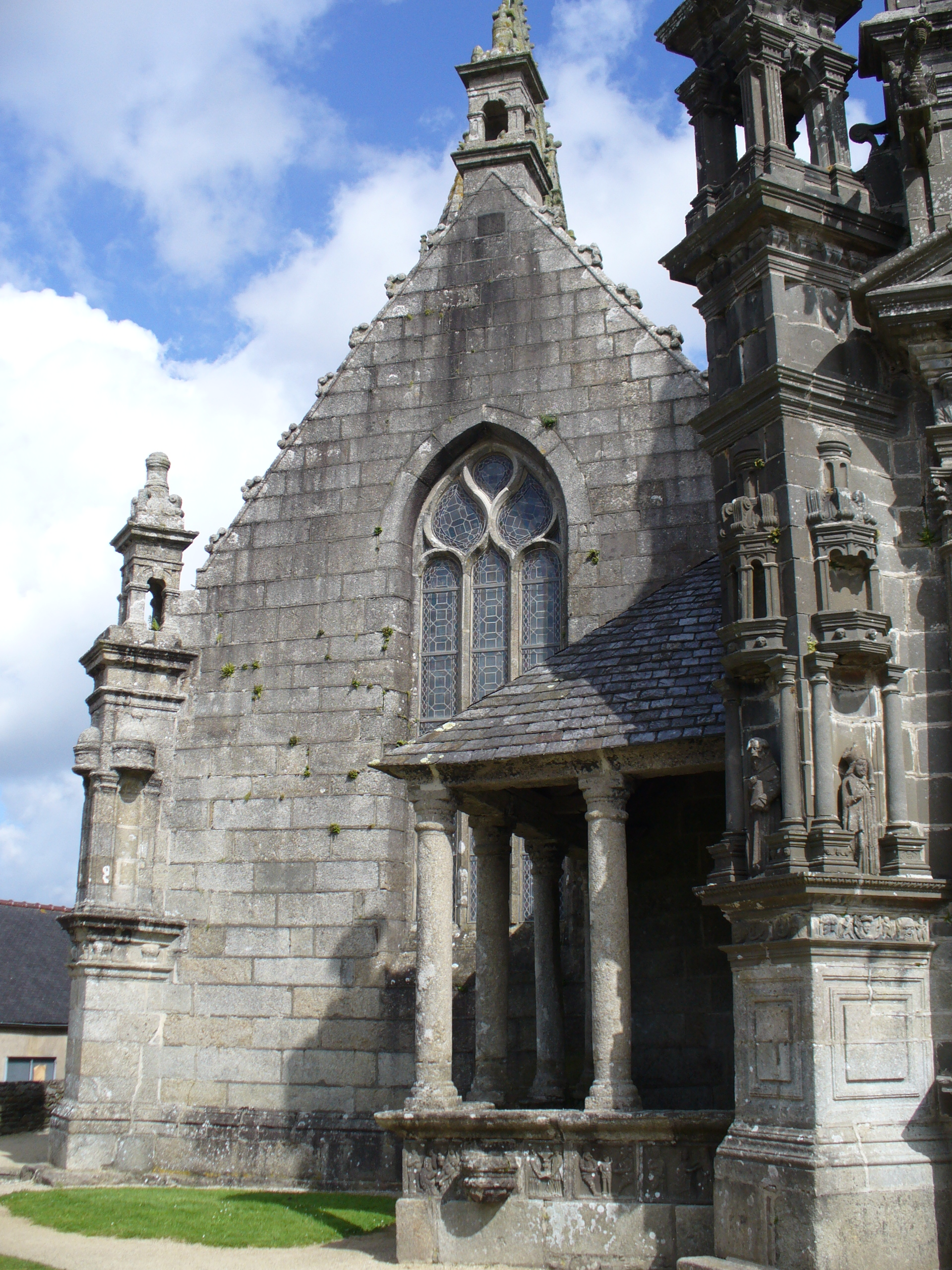
L'ossuaire primitif attenant à l'église Saint-Miliau.
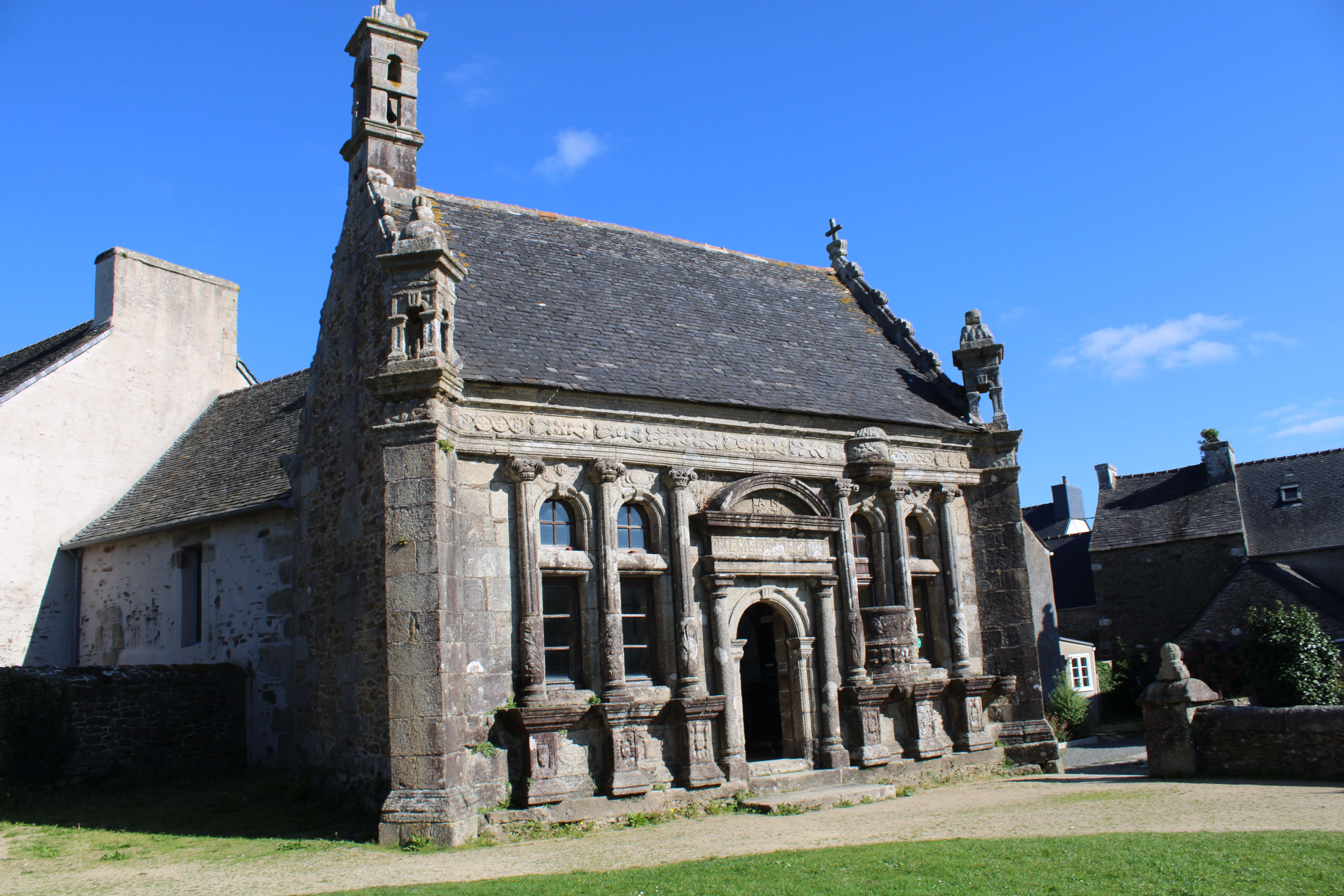
Le deuxième ossuaire.
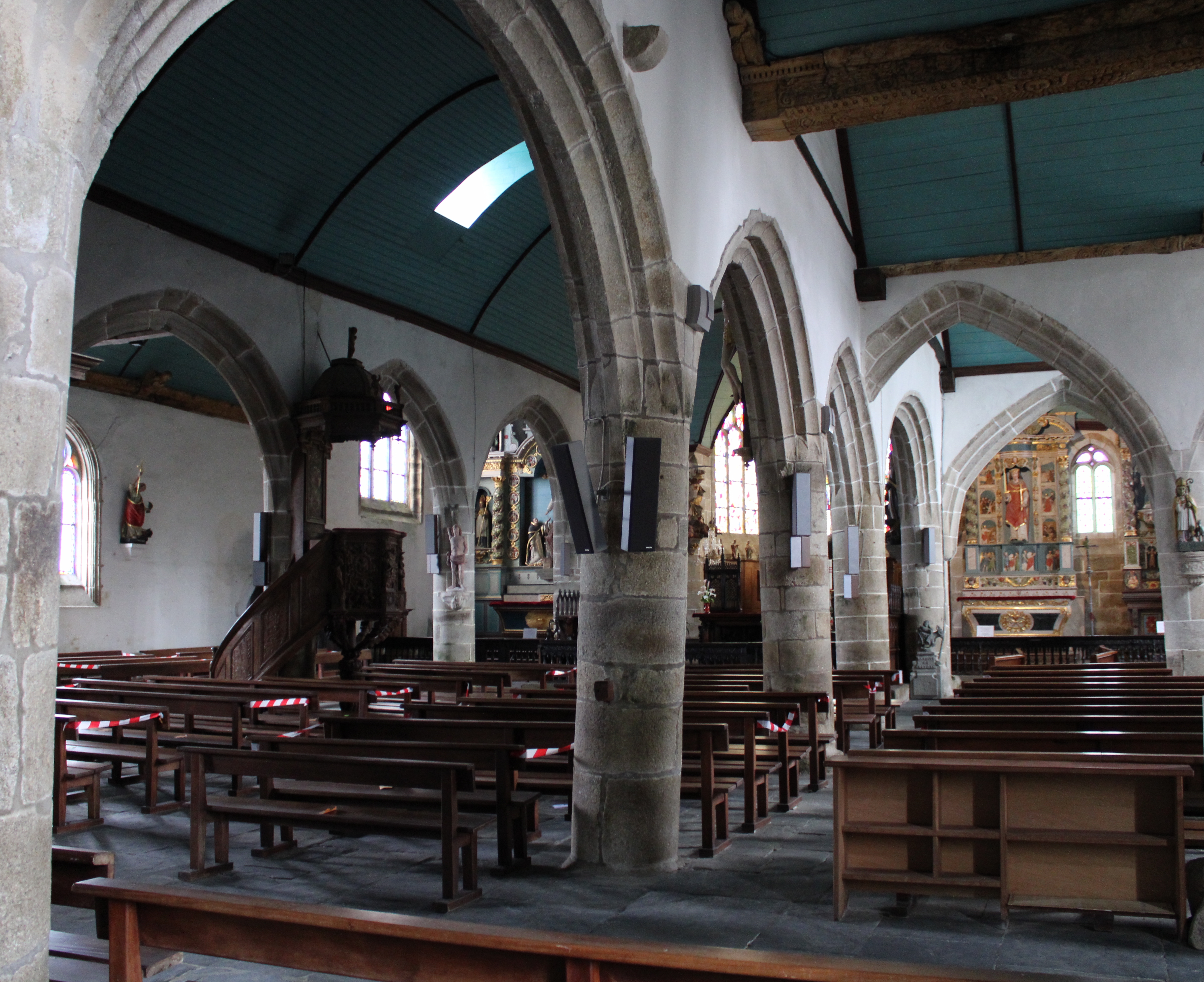
Intérieur de l'église.
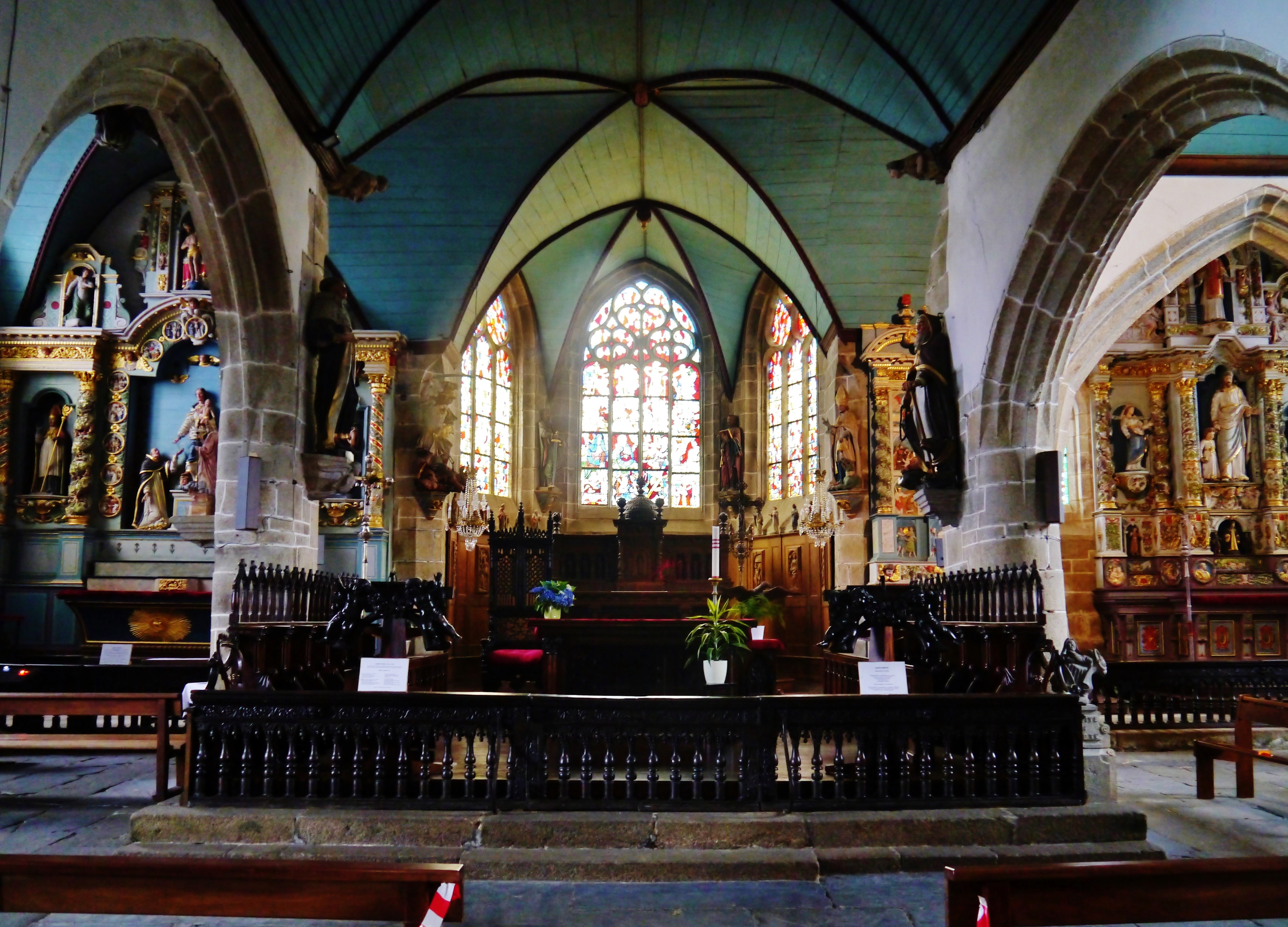
Le chœur.

## Dans les arts
L'enclos paroissial de Guimiliau figure sur l'un des 114 vitraux réalisés entre 1928 et 1930 par l'artiste-cheminot Charles Sarteur (1874-1933), ornant chacune des parties supérieures des arches intérieures de la gare de Paris-Saint-Lazare et représentant les différentes destinations vers l'ouest depuis la capitale. L'œuvre est visible dans le hall des quais (dit quai transversal), au niveau la voie numéro 2.